# Calanoides
Els calanoides (Calanoida) són un ordre de crustacis de la subclasse dels copèpodes. L'ordre inclou 49 famílies amb unes 1800 espècies pròpies tant d'aigües marines, com salobres i dolces.
Es caracteritzen per presentar el cos dividit en un cefalotòrax ample i un abdomen estret. El límit es troba entre el darrer segment del cefalotòrax (amb el 5è parell de potes) i el primer segment abdominal (amb l'obertura genital). Es tracta d'organismes exclusivament pelàgics, components molt importants del plàncton.

## Taxonomia
Calanoida conté les famílies següents:
- Aetideidae Giesbrecht, 1892
- Arctokonstantinidae Markhaseva & Kosobokova, 2001
- Arietellidae Sars G.O., 1902
- Augaptilidae Sars G.O., 1905
- Bathypontiidae Brodsky, 1950
- Calanidae Dana, 1849
- Candaciidae Giesbrecht, 1893
- Centropagidae Giesbrecht, 1893
- Clausocalanidae Giesbrecht, 1893
- Diaixidae Sars G.O., 1902
- Discoidae Gordejeva, 1975
- Epacteriscidae Fosshagen, 1973
- Eucalanidae Giesbrecht, 1893
- Euchaetidae Giesbrecht, 1893
- Fosshageniidae Suárez-Morales & Iliffe, 1996
- Heterorhabdidae Sars G.O., 1902
- Hyperbionycidae Ohtsuka, Roe & Boxshall, 1993
- Kyphocalanidae Markhaseva & Schulz, 2009
- Lucicutiidae Sars G.O., 1902
- Megacalanidae Sewell, 1947
- Mesaiokeratidae Matthews, 1961
- Metridinidae Sars G.O., 1902
- Nullosetigeridae Soh, Ohtsuka, Imabayashi & Suh, 1999
- Paracalanidae Giesbrecht, 1893
- Parapontellidae Giesbrecht, 1893
- Parkiidae Ferrari F.D. & Markaseva, 1996
- Phaennidae Sars G.O., 1902
- Pontellidae Dana, 1852
- Pseudocyclopidae Giesbrecht, 1893
- Pseudocyclopiidae Sars G.O., 1902
- Pseudodiaptomidae Sars G.O., 1902
- Rhincalanidae Geletin, 1976
- Rostrocalanidae Markhaseva, Schulz & Martínez Arbizu, 2009
- Ryocalanidae Andronov, 1974
- Scolecitrichidae Giesbrecht, 1893
- Spinocalanidae Vervoort, 1951
- Stephidae Sars G.O., 1902
- Subeucalanidae Giesbrecht, 1893
- Sulcanidae Nicholls, 1945
- Temoridae Giesbrecht, 1893
- Tharybidae Sars G.O., 1902
- Tortanidae Sars G.O., 1902

## Ecologia
Els copèpodes de l'ordre Calanoida representen entre el 55 i el 95% dels organismes planctònics en la majoria d'àrees marines. Tenen una importància cabdal en els ecosistemes marins perquè molts són herbívors, s'alimenten del fitoplàncton i constitueixen el vincle directe entre aquest i peixos d'interès comercial, com ara l'arengada i la sardina. També constitueixen l'extrem més petit de l'espectre de mida dels aliments de les balenes, que en consumeixen grans quantitats a l'Atlàntic nord, el Pacífic nord i l'oceà Antàrtic.